# Київський велотрек
Київський велотрек — спортивна споруда в Києві просто неба для трекових велоперегонів, розташована неподалік вулиці Богдана Хмельницького. Побудований у 1913 році.
У 2009 році київський велотрек, один з найстаріших велотреків Європи, був зруйнований через будівництво житлового будинку з паркінгом. У 2014 році почалися роботи з реконструкції, і 21 травня 2017 відбулася церемонія відкриття оновленого велотреку.

## Конструкція треку
- довжина велосипедної доріжки — 285,714 м
- ширина на віражах — 8 м
- кут максимального нахилу — 38°
- поперечний кут по прямій — 11°
- довжина перехідної кривої — 21,5 м
- постійний радіус віражу — 21,7 м
- допустима швидкість — 73,58 км/год.
- місткість трибун — 2 000 глядачів

## Історія

### Попередники
Перший київський велотрек «циклодром» розташовувався за адресою Бібіковський бульвар, № 77. На циклодромі 23 травня 1899 відбулися перші велосипедні гонки, організовані Київським товариством велосипедистів.

### Побудова
Другий київський велотрек з ініціативи киянина Івана Пилиповича Біленка був побудований в 1913 році і розташовувався у дворі між вулицями Фундуклеївською і Святославською.
Велотрек побудували на місці Афанасіївського яру, який засипали в кінці XIX століття. Джерельні, дощові і талі води впадали цим яром в долину річки Либідь. У центральній частині засипаного яру, в заплаві річки Либідь і був побудований велотрек.
Киянин Іван Пилипович Біленко звернувся в травні 1912 року в Губернське правління за дозволом на будівництво велосипедного треку та дерев'яного павільйону по вулиці Фундуклеївській, 58:
«Честь имею просить Губернское правление выдать мне разрешение на постройку велосипедного трека и при нем деревянного павильона в усадьбе № 58 по Фундуклеевской улице».
Дозвіл отримано й від міського архітектора Олександра Кривошеєва та віцегубернатора. Резолюція свідчила:
«…разрешено И. Ф. Биленку устроить по представленному проекту, в г. Киеве, в усадьбе под № 58, по Фундуклеевской улице велосипедный трек с деревянным навесом, но с тем:
1) чтобы были устроены 2 пожарные крана;
2) чтобы провода электрического освещения были в медных трубках…;
3) чтобы по устройству трека и павильона было бы заявлено строительному отделению».
Святкове відкриття відбулося в 1913 році та було присвячено 300-річчю Дому Романових.
Був організований прокат та ремонт велосипедів, мотоциклів та автомобілів. При треку розташовувався літній театр «Полярна зірка» з оркестром. Велотрек належав спортивному товариству «Авангард». Біля треку також було встановлено кінорубку, і кіно показували прямо на треку.

### Перший ремонт
У 1939 році був проведений перший ремонт — земляне полотно замінили на асфальтне. Проєктне завдання мало зауваження:
«…а) ограду и вход на велотрек со стороны ул. Ленина считать необходимым решить капитально;
б) трибуны оставить на восточной стороне, как предложено проектом, учитывая наличие готового места на откосе и невозможность прирезки территории за счет парка;
в) при дальнейшей разработке проекта особое внимание уделить проверке видимости на этих трибунах. Расположение приподнястей линии создает смены „места“ видимости, в особенности, на наиболее интересные места трека — виражи»/

### Післявоєнна відбудова
У результаті бойових дій під час Другої світової війни велотрек був сильно пошкоджений. Під час відбудови 1949 року асфальтове покриття замінили на бетонне.
У 1967 році була проведена повна реконструкція бетонного полотна велотреку та побудоавна будівля з роздягальнями, душовими, медичним кабінетом, майстерней та кімнатами збереження велосипедів. Дах будівлі був побудований з нахилом та виконував роль  трибуни для глядачів та уболівальників під час проведення змагань.

### Капітальна реконструкція
У 1978-1980 роках, при підготовці до Олімпіади-1980, була проведена капітальна реконструкція об'єкту. Повністю замінене полотно треку — старе бетонне було зверху покрито новим з дерева, для чого було використано 200 м³ сибірської модрини. В результаті реконструкції максимальна швидкість збільшилася до 85 км/год., окрім цього збільшили місткість трибун до 5000 глядачів.
1991 року замінили дерев'яне полотно, яке за 10 років просто неба зносилося та зіпсувалося, на бетонне.
1998 року один з найстаріших велотреків Європи був визнаний пам'яткою історії та архітектури й отримав охоронний номер 336.

### Руйнування

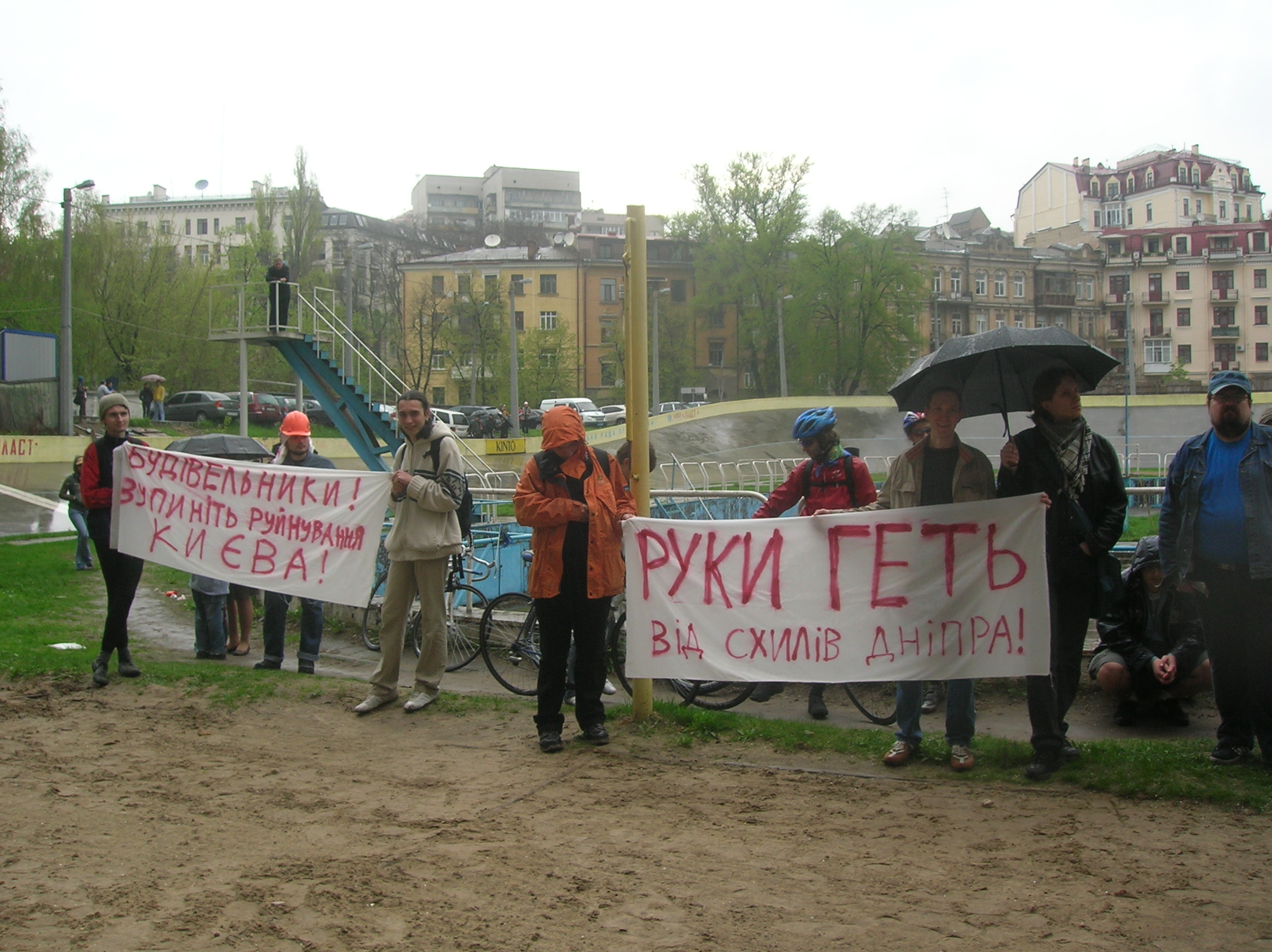
Акція 20.04.2008 була організована спільно ініціативною групою з захисту велотреку та громадською ініціативою "Збережи старий Київ"

2006 року земельна ділянка під велотреком віддана під забудову.
27 серпня 2007 року Указом Міністерства Культури України № 983/0/16 київський велотрек був позбавлений статусу пам'ятки історії.
20 березня 2009 велотрек почали зносити в зв'язку з будівництвом житлового будинку поруч.
Виконувач обов'язків Голови КМДА А. К. Голубченко на пресконференції в квітні 2009 року заявив:
«Я можу вас запевнити, там знесуть велотрек, побудують підземний паркінг і зверху стане велотрек на місце, і працюватиме спортивна велосипедна школа. Ніякого іншого будівництва, окрім відновлення велотреку, там не буде».

### Відновлення

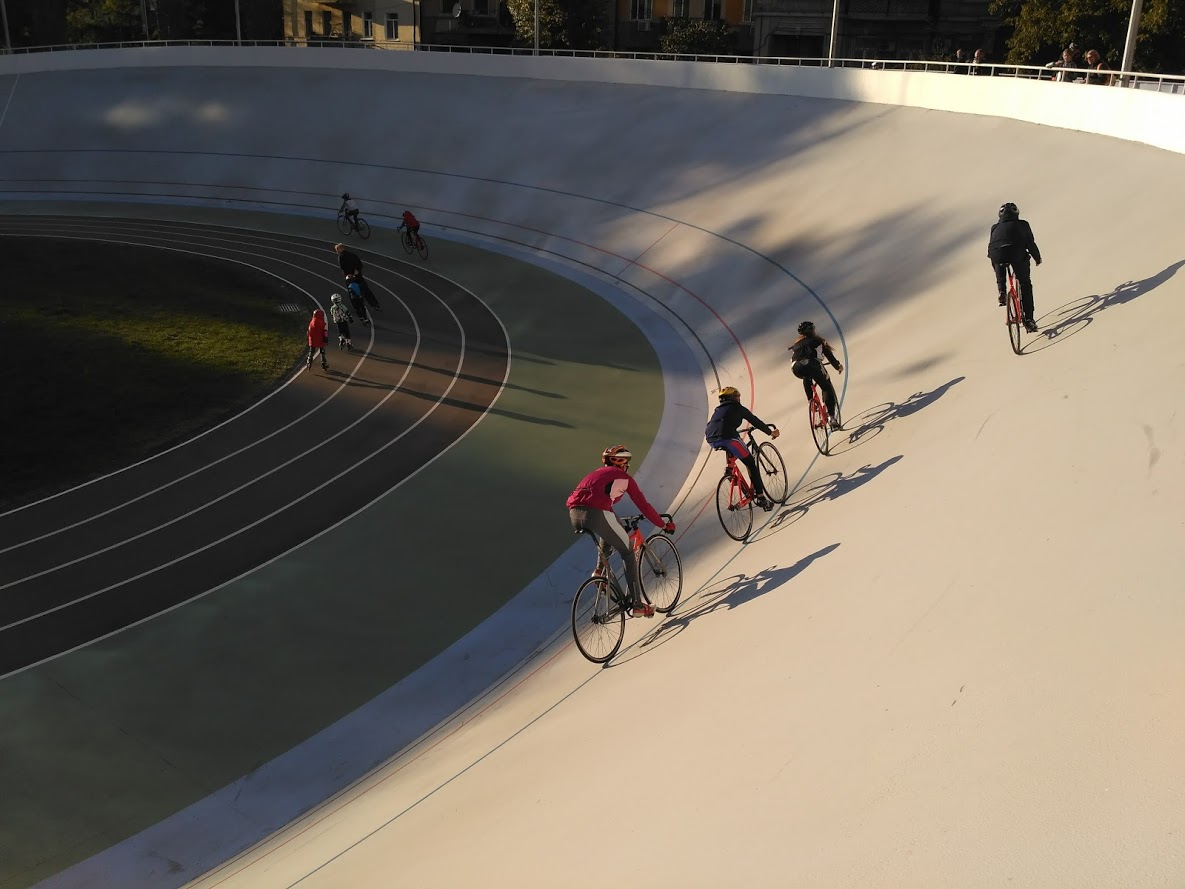
Заняття на треку. Вересень 2017

2014 року велотрек почали відновлювати. Громадськість звернулась до мера міста Києва Віталія Кличка, який підтримав цю ініціативу. Була розібрана купа будівельного сміття, на велотреку відбулися перші пробні заїзди після 10 років простою. Почався процес відновлення зруйнованого віражу з бетону. Фото Юрія Коновала на вцілілій ділянці віражу у листопаді 2014 року привернуло увагу до проблеми київського велотреку велоспільноти з усього світу.
2015 року Апеляційний господарський суд Києва підтримав рішення Господарського суду міста повернути велотрек у власність держави. 2016 року Кабінет міністрів України передав велотрек в управління місту для створення центру велоінфраструктури.
Відкриття велотреку двічі переносили — його не вдалося відкрити ні в травні, ні восени 2016 року через зауваження спортсменів щодо нерівностей покриття.
На завершальному етапі реконструкції полотно велотреку вкрили кількашаровим спортивним покриттям італійської компанії Mapei. Над відновленим віражем встановлений великий екран для трансляції заїздів та інформації про перебіг змагань.
Урочисте відкриття відновленого велотреку відбулося 21 травня 2017 року. Вартість реконструкції — 96 млн гривень.
Восени 2017 року на базі відновленого велотреку почала діяти безплатна велошкола для дітей віком від 10 років. Заняття проводяться за спеціальностями трек і шосе.

## Галерея

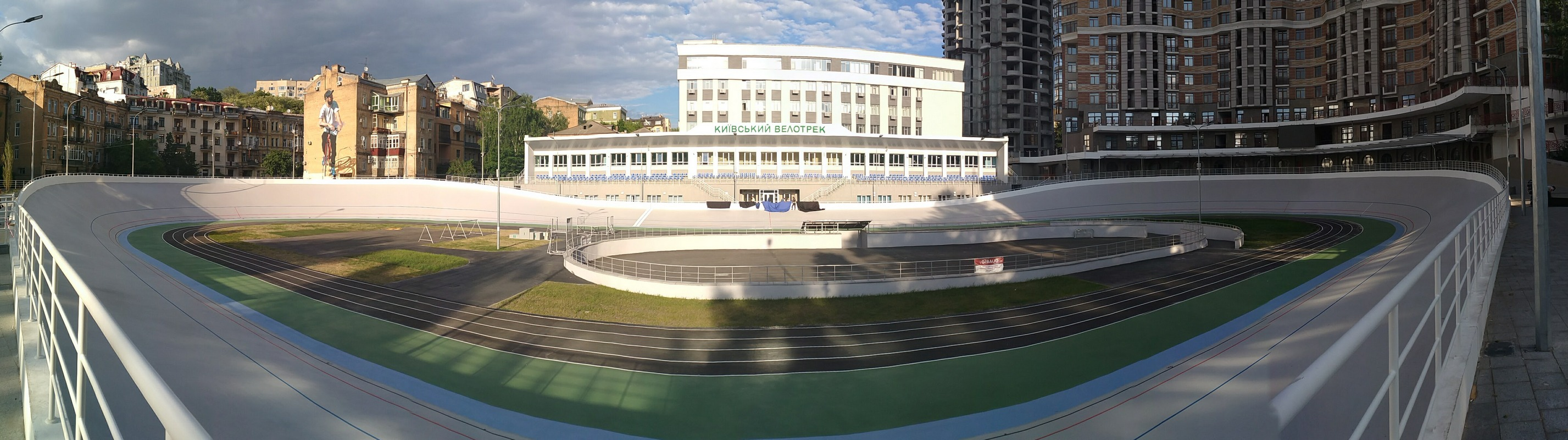
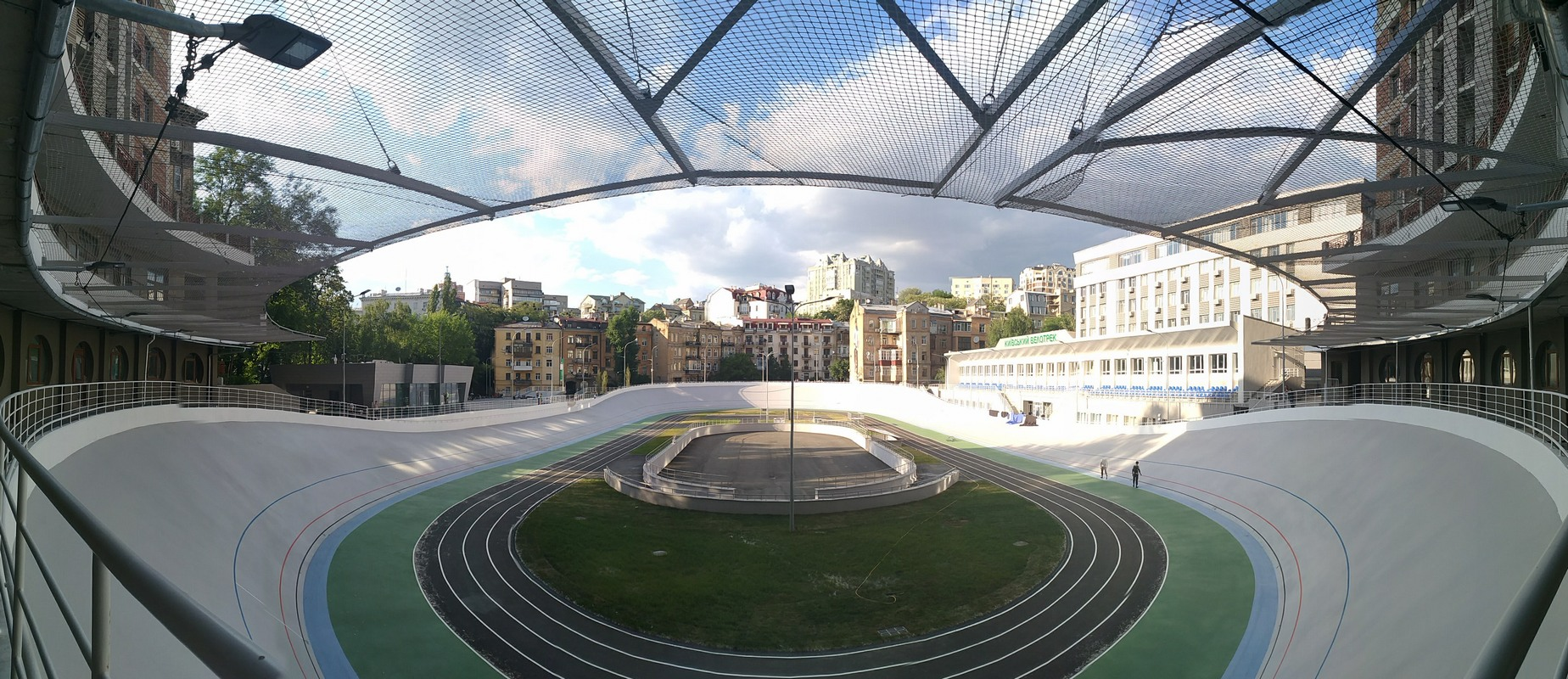